# Abdelkarim Zidani
Abdelkarim Zaidani (en arabe : عبد الكريم الزيداني), plus communément appelé Krimou (en arabe : كريمو), est un footballeur international marocain né en 1931 et mort le 13 février 2019 à Marrakech

## Biographie
Né en 1931 et décèdé le 13 février 2019 à 88 ans.
Il réalise ses premiers pas à Marrakech avec l'équipe du Kawkab de Marrakech (KACM) dès 1948, et y jouera de 1956 jusqu'à 1968. Il contribuera à l'âge d'or de l'équipe, notamment dans les années 60, en remportant la Coupe du trône en tant que capitaine trois fois consécutivement (1963, 1964 et 1965). 
Surnommé "Krimou", c'est le premier buteur de l'histoire du Championnat du Maroc de football lors de sa première édition en 1956-1957 avec 21 buts. Il inscrit également 11 buts lors de la saison 1959-60, 9 buts à la saison 1960-61 puis 13 buts à la saison 1961-62 et 11 buts a la saison 1964-65.
Il compte également plusieurs sélections avec l'équipe nationale du Maroc[réf. nécessaire].
Il a participé aux Jeux Panarabes en 1957 à Beyrouth au Liban avec la première sélection de l'histoire du Maroc.

## Palmarès

### En club
Kawkab de Marrakech
- Championnat du Maroc (1) :
  - Champion : 1957-58.

- Coupe du Maroc (3) :
  - Vainqueur : 1962-63, 1963-64 et 1964-65.

### Distinctions personnelles
- Premier buteur de l'histoire du championnat du Maroc lors de la saison 1956-1957 (18 réalisations cette saison là)[2]. Lors de cette première édition, son club termine vice-champion.
- Deux fois meilleur buteur championnat du Maroc (saisons 1956-1957[2] et 1961-1962[3]).
- Meilleur buteur de l'histoire du KACM avec plus de 65 buts inscrits en championnat et en Coupe du trône.